# Спогодба Моллов – Кафандарис
Спогодбата Моллов – Кафандарис е договор между България и Гърция, подписан на 8 декември 1927 година и одобрен от Съвета на Обществото на народите на 12 януари 1928 г.
Отхвърлянето на Протокола Калфов – Политис довежда до много спорове между двете страни. 
Подписана е от финансовите министри на двете страни – професор Владимир Моллов и Георгиос Кафандарис. Документът урежда финансовите въпроси по ликвидиране на българските имоти в Гърция и на гръцките в България. Гърция се задължава да изплати 1 050 000 лв. на България. 
Въпреки това проблемите остават неразрешими, в ущърб на засегнатите изселници.
Неразрешаването на проблемите през годините водят до нов Българо-гръцки договор през 1964 година.